# Perakanthus velutinus
Perakanthus velutinus là một loài thực vật có hoa trong họ Thiến thảo. Loài này được (Ridl.) Robyns ex Ridl. mô tả khoa học đầu tiên năm 1925.